# Préaux (Indre)
Préaux is een gemeente in het Franse departement Indre (regio Centre-Val de Loire) en telt 162 inwoners (2005). De plaats maakt deel uit van het arrondissement Châteauroux.

## Geografie
De oppervlakte van Préaux bedraagt 32,4 km², de bevolkingsdichtheid is 5,0 inwoners per km².
De onderstaande kaart toont de ligging van Préaux (Indre) met de belangrijkste infrastructuur en aangrenzende gemeenten.

## Demografie
Onderstaande figuur toont het verloop van het inwonertal (bron: INSEE-tellingen).